# Nomura
Nomura is een Japans financieel conglomeraat.
De Nomura groep is opgericht in Osaka in 1919 door Tokushichi Nomura II. Het concern opereert in veel verschillende sectoren, zoals olie en gas, chemie, onroerend goed en de aannemerij. Het meest bekend is Nomura geworden als financieel dienstverlener. De effectentak is genaamd Nomura Securities en heeft delen overgenomen van de failliete boedel van Lehman Brothers in 2008.
Nomura Holdings is de holdingmaatschappij waar alle verschillende onderdelen van het conglomeraat onder vallen. Zoals bij een traditionele keiretsu worden de onderdelen niet aangestuurd door de holding, maar zorgt de holding voor de onderlinge deelnemingen. Nomura Holding is genoteerd aan de Japanse effectenbeurs en maakt prominent deel uit van de index de Nikkei 225.